# 배준서 (태권도 선수)
배준서(2000년 12월 25일~)는 대한민국의 태권도 선수로 세계 선수권 대회에서 2회 우승을 차지했다.